# Matías Rodríguez Conde
Matías Rodríguez Conde (fl. 1944) fue un militar argentino que se destacó por haber presidido la comisión que elaboró en 1944 el llamado Informe Rodríguez Conde, sobre un escandaloso caso de corrupción relacionado con la concesión del servicio eléctrico en la ciudad de Buenos Aires, conocido como el escándalo de la CHADE.

## El informe Rodríguez Conde
Entre 1933-1936, se produjeron una serie de gestiones en la Ciudad de Buenos Aires, destinadas a renovar anticipadamente las concesiones del servicio eléctrico que poseían las empresas CHADE-CADE e Ítalo. Los actos de los más altos funcionarios intervinientes, tanto por parte de la oficialista Concordancia, alianza política argentina formada en el año 1931 por el Partido Demócrata Nacional (también conocido simplemente como Partido Conservador), la Unión Cívica Radical Antipersonalista, como de la opositora Unión Cívica Radical Antipersonalista, estuvieron evidentemente causados por sobornos generalizados realizados por las empresas interesadas. El escándalo de la CHADE, como se conoció el caso, fue uno de los negociados paradigmáticos de una época de los actos de corrupción eran generales y evidentes, y que por esa razón mereció el nombre de década infame.
Cuando el último presidente de la Década infame fue derrocado el 4 de junio de 1943, dando inicio a la llamada Revolución del 43, una de las primeras medidas del gobierno revolucionario encabezado por el general Pedro Pablo Ramírez fue crear una Comisión Investigadora de los pormenores de la prórroga de las concesiones eléctricas en 1936. La Comisión fue puesta bajo la dirección del coronel Matías Rodríguez Conde y estaba integrada también por el ingeniero Juan Sabato (hermano del Ernesto Sabato y futuro miembro del grupo íntimo de Raúl Alfonsín) y el abogado Juan P. Oliver.
La Comisión entrevistó a la mayor parte de los involucrados y obtuvo documentación crucial para develar los mecanismos internos de la corrupción, como el intercambio telegráfico interno de las empresas. 
El 27 de mayo de 1944 la Comisión terminó su trabajo realizando un informe de 610 páginas y cuatro tomos de anexos con las pruebas.
El informe revela los mecanismos monopólicos de las empresas, así como maniobras delictivas intencionalmente orientadas a aumentar las tarifas eléctricas más allá de lo permitido. También analiza detalladamente las decisiones tecnológicas adoptadas por las concesionarias, que en muchos casos aumentaron el riesgo corrido por los usuarios. Finalmente el informe deja al descubierto los sobornos percibidos tanto por funcionarios de la Concordancia como de la Unión Cívica Radical.
El Informe Rodríguez Conde incluye también una recomendación al presidente, que incluye la sanción de dos decretos para retirar la personería jurídica a la CADE y a la Ítalo, anulando las prórrogas de las concesiones y reduciendo las tarifas.que fue terminado el 27 de mayo de 1944 proponiendo dos decretos para retirar a la CADE su personería jurídica, anulando las prórrogas y reduciendo las tarifas. Sin embargo el informe no fue publicado sino hasta 1956 y los proyectos no fueron siquiera tratados por decisión del entonces vicepresidente de facto Juan D. Perón. CHADE fue una de las pocas empresas no estatizadas durante el gobierno de Perón (1946-1955), puesto que ella había ayudado financieramente en la campaña de Perón para las elecciones.